# Église Saint-Pierre-Saint-Paul de Pomponne
Pour les articles homonymes, voir Église Saint-Pierre-et-Saint-Paul.
L'église Saint-Pierre-Saint-Paul est une église catholique située à Pomponne (Seine-et-Marne), en France.

## Description

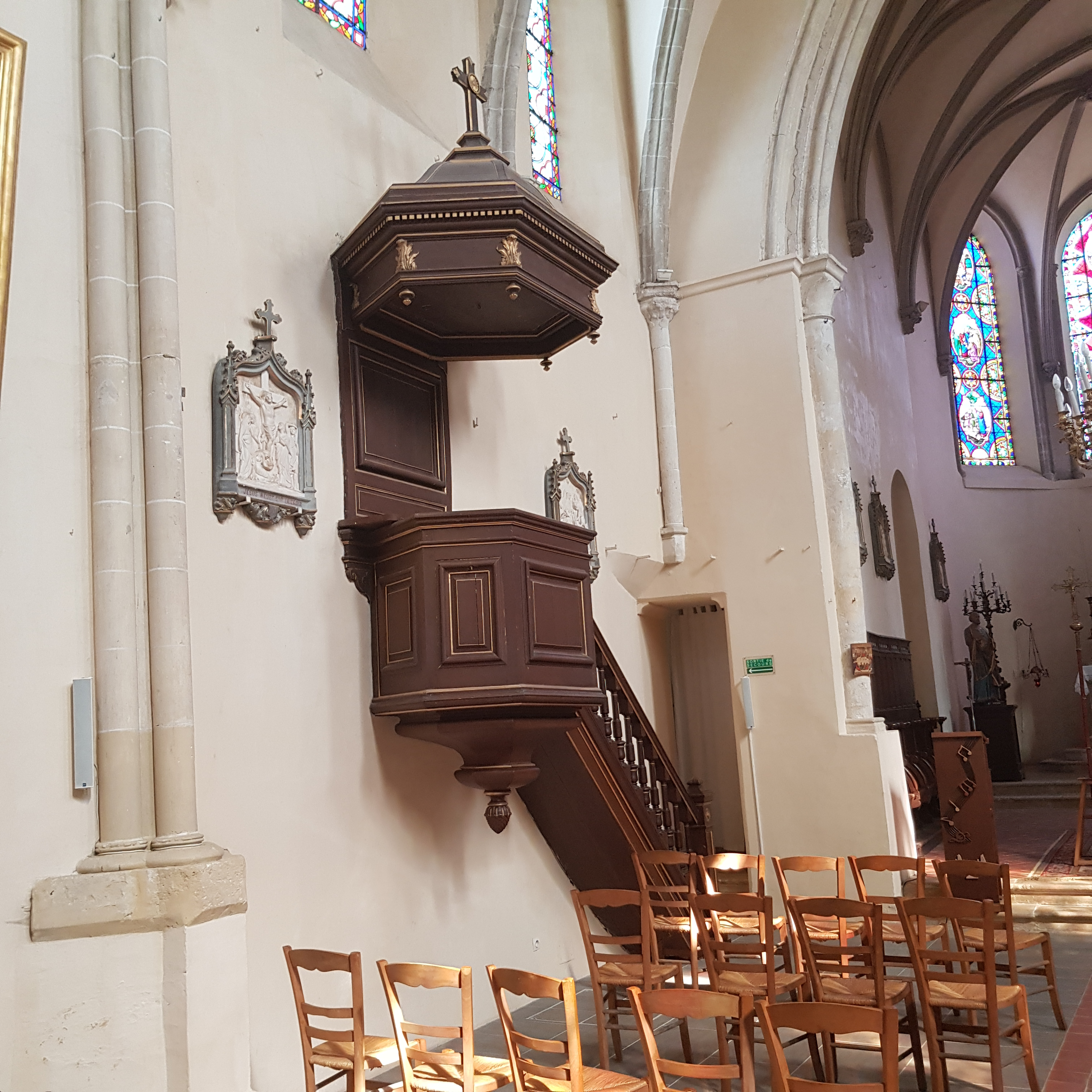
La chaire, 2021.

Le cœur du marquis Simon Arnauld de Pomponne y est enterré.
De nombreux objets classés s'y trouvent, dont la dalle funéraire de Martin Courtin, notaire, seigneur de Pomponne, mort en 1516.

## Historique

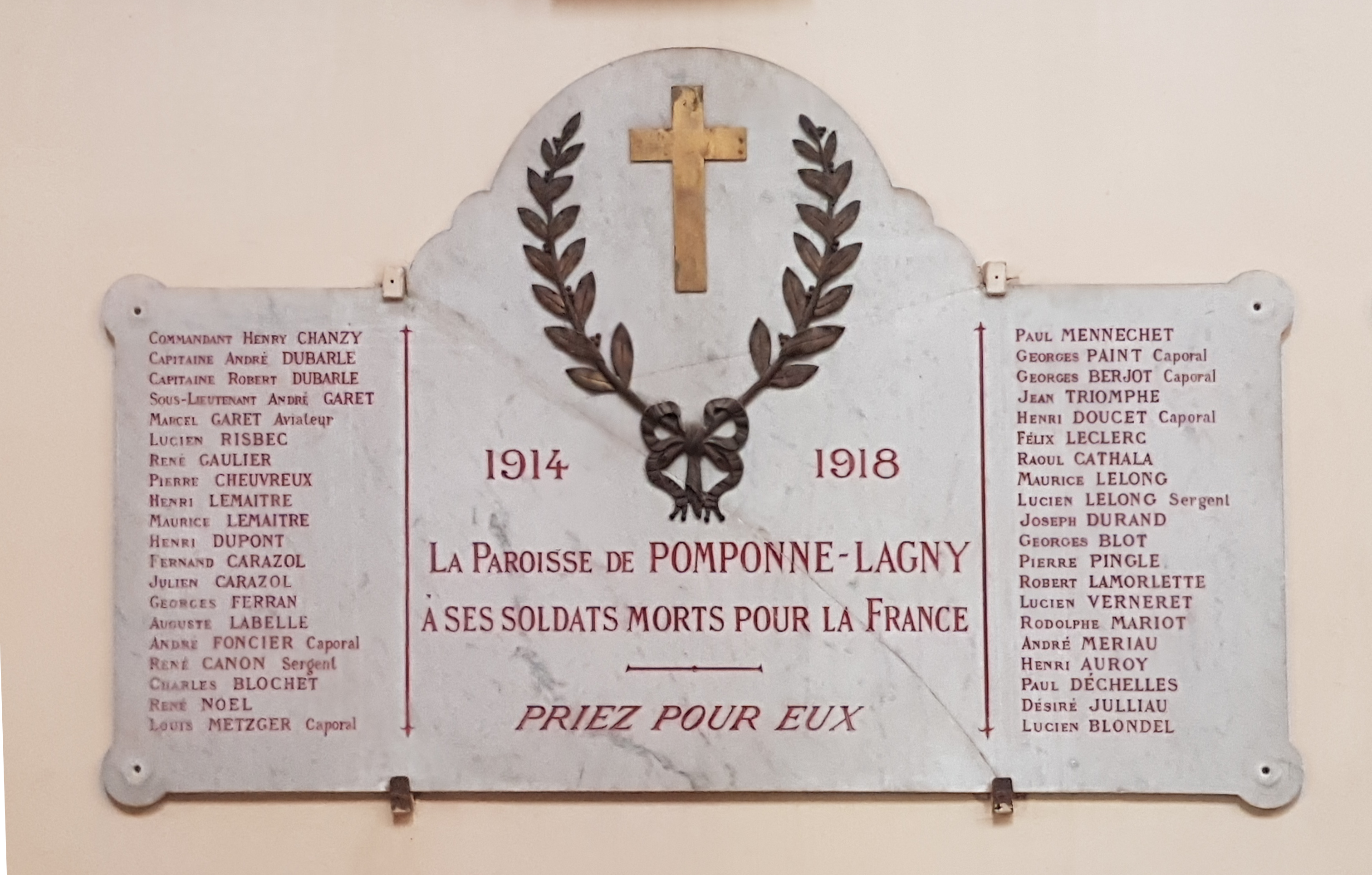
Soldats morts pour la France.

Cette église dépend à l'origine du prieuré Notre-Dame, fondé en 1176 par Jehan de Pomponne, seigneur du lieu.
La nef date du XIIIe siècle. Le chœur et les chapelles furent modifiés au XIXe siècle. En 1842, le clocher fut détruit et remplacé par un campanile. La cloche qui s'y trouve date de 1855.
À la même période, le prieuré est lui aussi détruit pour laisser place à une route. L'édifice fut alors renforcé par des contreforts posés sur son flanc sud.
Le passage des camions sur la rue de Paris ayant destabilisé le bâtiment, la commune entrepris en 2011 des travaux de réfection. Ils mirent au jour des fondations de murs datant de l'époque gallo-romaine, des tessons dont la datation s'étale entre le Ier siècle et le XIVe siècle, et également des sépultures datant du Moyen Âge et du XVIIIe siècle.

## Paroisse

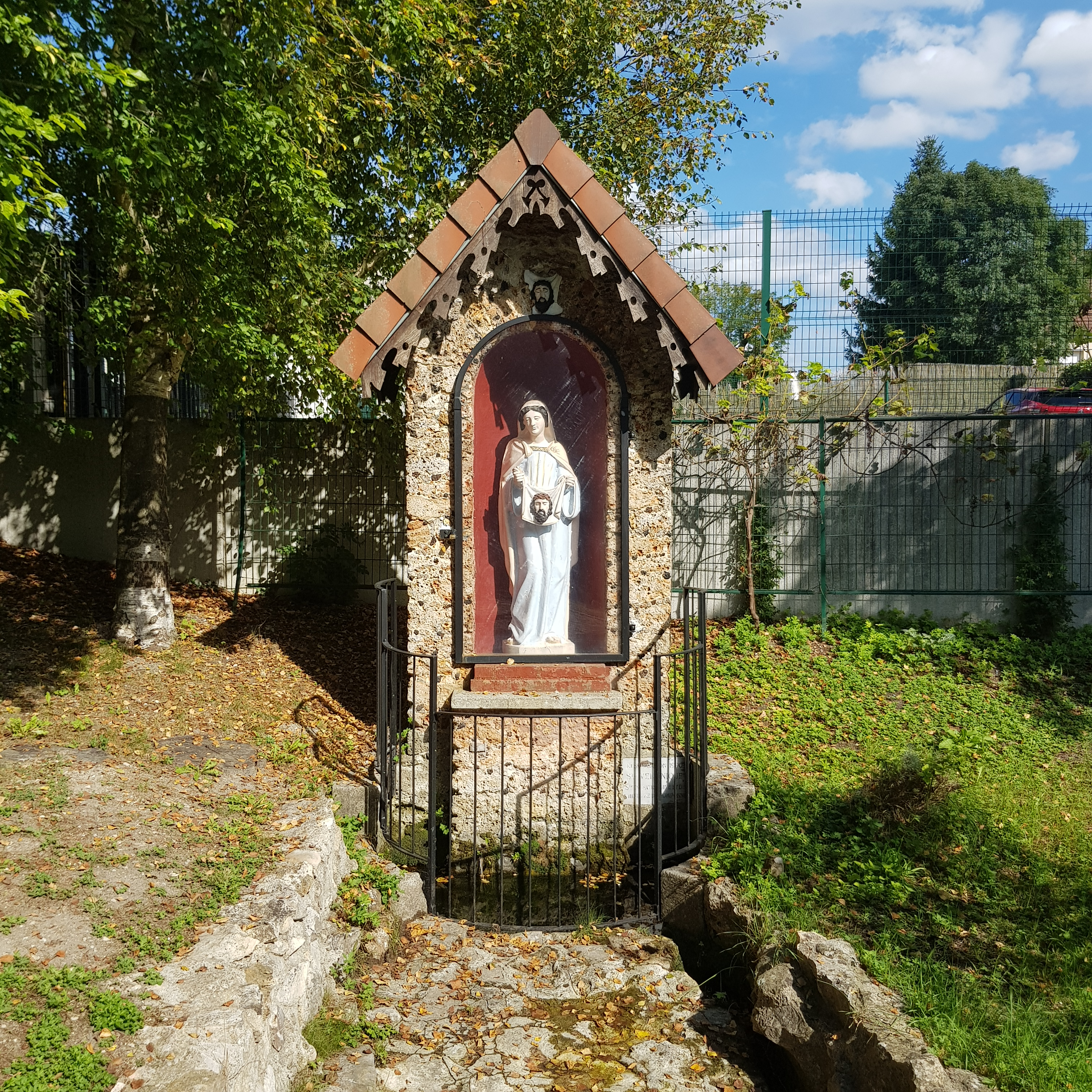
Source de Sainte-Véronique.

D'anciens textes affirment qu'un seigneur de Pomponne aurait rapporté d'Italie un fragment du voile de Véronique, et en fit don au prieuré. Une Confrérie de sainte Véronique est alors attestée en 1514. À l'emplacement de la source Sainte-Véronique, un oratoire abritant une statue de la sainte fut édifié par la famille Dubarle dans le parc du Prieuré, racheté en 1988 par la commune pour un franc symbolique, et restauré en 1990 par la Société du Patrimoine et de l'Histoire de Pomponne. Bien que cette relique ne soit plus conservée dans la commune (quoiqu'une source indique qu'elle se trouve dans la sacristie), un pèlerinage fut établi, d'abord le Mardi gras, puis à partir de  1992, le deuxième dimanche de septembre.